# Аббатство Кошмаров
«Абба́тство Кошма́ров» (англ. Nightmare Abbey) — сатирический роман Томаса Лава Пикока. Написан и издан в 1818, слегка переработан для издания 1837 года.
Роман высмеивает романтическую моду на уныние и частично пародирует роман Уильяма Годвина «Мандевиль».
Главный объект сатиры — имеющий немецкие корни трансцендентализм Кольриджа, но байроновская драматизация собственных страданий и эзотеризм Шелли также подвергаются осмеянию.

## Персонажи
- мистер Кристофер Сплин (англ. Mr Christopher Glowry) — хозяин дома, страдает от меланхолии и депрессии
- Скютроп Сплин (англ. Scythrop Glowry) — его сын
- Марионетта (англ. Miss Marionetta Celestina O'Carroll) — кузина Скютропа
- мистер Гибель (англ. Mr Toobad) — пессимист, ожидающий конца света
- Стелла (англ. Miss Celinda Toobad) — его дочь
- мистер Флоски (англ. Mr Ferdinando Flosky) — известный писатель, увлечённый немецкой философией
- мистер Траур (англ. Mr Cypress) — мизантропический поэт, друг Скютропа
- мистер Хилери (англ. Mr Hilary) — дядя Скютропа, весельчак
- мистер Лежебок (англ. The Honourable Mr Listless) — бывший однокурсник Скютропа
- мистер Астериас (англ. Mr Asterias) — ихтиолог-любитель

У многих персонажей есть реальные прототипы: Скютроп — Перси Биши Шелли, Флоски — Колридж, Траур — Байрон. Мистер Гибель и мистер Лежебок — друзья Шелли, Дж. Ф. Ньютон и сэр Ламли Скеффингтон. Помимо этого Лежебок символизирует и «читающую публику» в целом.

## Сюжет
В уединённый дом мистера Сплина съезжаются гости. Действие сводится в основном к череде диалогов между ними.
В отдельной сюжетной линии Скютроп не решается сделать выбор между Марионеттой и Стеллой. В развязке девушки узнают об этом, и Скютроп остаётся без обеих.

## Издания
- Томас Лав Пикок. Аббатство Кошмаров. Усадьба Грилла / Издание подготовили: Е. Ю. Гениева, А. Я. Ливергант, Е. А. Суриц. — М.: «Наука», 1988. — (Литературные памятники)